# Tillandsia trapeziformis
Espèce
Classification phylogénétique
Tillandsia trapeziformis Mez est une espèce de plantes à fleurs de la famille des Bromeliaceae endémique de Colombie.
L'épithète trapeziformis signifie « trapézoïdale » et se rapporte à la forme des bractées de l'inflorescence.

## Protologue et Type nomenclatural
Tillandsia trapeziformis Mez in C.DC., Monogr. Phan. 9: 737, n° 81 (1896)
Diagnose originale :
« foliis dense rosulatis, utrinque sed praesertim dorso lepidibus minutis peradpressisque praeditis, haud undulatis ; inflorescentia pendula, simplicissima, laxa distichaque subpinnata ; bracteis subtrapeziformibus, sepala subduplo superantibus ; floribus suberectis ; sepalis liberis, asymmetricis. »
Type : leg. Wagner ; « Columbiae Sierra Nevada de Sta. Martha » ; Herb. Turic.

## Synonymie

### Synonymie nomenclaturale
- Racinaea trapeziformis (Mez) M.A.Spencer & L.B.Sm.

### Synonymie taxonomique
(aucune)

## Écologie et habitat
- Biotype : plante herbacée en rosette acaule monocarpique vivace par ses rejets latéraux ; épiphyte[1].
- Habitat : ?
- Altitude : ?

## Distribution
- Amérique du sud :
  -  Colombie[1],[2]